# 岡山市立操山中学校
岡山市立操山中学校（おかやましりつみさおやまちゅうがっこう）は、岡山県岡山市中区国富にある公立中学校。

## 概要
1947年、岡山市立第九中学校として開校し、1948年に現在の校名に改称した。2013年にユネスコスクールの認定を受けた。

## 沿革
- 1947年（昭和22年）
  - 4月1日 - 岡山市立第九中学校として開校。
  - 4月28日 - 岡山市立三勲小学校で開校式を挙行する。
- 1948年（昭和23年））3月18日 -  岡山市立操山中学校に改称。
- 1951年（昭和26年） 現在地に移転。
- 1945年（昭和32年）10月20日 - 創立10周年を記念して、校旗・校歌を制定。
- 1973年（昭和48年）1月20日 - 岡山県教育委員会から学校安全教育優良校として表彰される
- 1981年（昭和56年） 岡山市立高島中学校を分離。
- 2013年（平成25年）7月5日 - ユネスコスクールに加盟する。

## 校訓
- かしこく・やさしく・たくましく

## 教育方針

### 教育目標
自分に誇りを持ち，他者を尊重する心豊かな生徒の育成

### 教育重点目標
- 自己指導力を育成する生徒指導に努める。
- 学力の向上と自尊感情の涵養（かんよう）[2]につながる学習指導を目指して，授業改善に取り組む。
- 人権教育を基盤としたＥＳＤの推進に努める。
- 生徒一人一人の教育的ニーズを把握し，生活や学習上の困難を改善・克服するための特別支援教育の充実に努める。
- 保護者・地域との連携推進のため，開かれた学校づくりに努める。

操山中学校(みさおやま)

## 部活動
運動部
- 陸上部
- サッカー部
- 剣道部
- 野球部
- ソフトテニス部
- バレーボール部
- バドミントン部
- バスケットボール部
- 卓球部
- 柔道部

文化部
- 吹奏楽部
- 演劇部
- 放送部
- 美術部

## その他
- 同じ学区内に岡山県立岡山操山中学校・高等学校（こちらは「そうざん」と読む）があるため、混同されやすい。

## 通学区域が隣接している学校
- 岡山市立東山中学校
- 岡山市立富山中学校
- 岡山市立竜操中学校
- 岡山市立高島中学校
- 岡山市立岡北中学校
- 岡山市立岡山中央中学校